# Olympische Winterspiele 2002/Freestyle-Skiing – Aerials (Männer)
Der Aerials-Wettkampf der Männer bei den Olympischen Winterspielen 2002 fand am 16 und 19. Februar 2002 im Deer Valley Resort statt. Es fanden eine Qualifikationsrunde und das Finale mit jeweils mit zwei Durchgängen statt. Am Start waren 25 Sportler. Im Finale konnte sich der Tscheche Aleš Valenta den Olympiasieg vor den US-Amerikaner Joe Pack und Aljaksej Hryschyn aus Belarus holen.

## Ergebnisse

### Qualifikation
| Rang | Athlet                  | Land               | 1. Durchgang | Rang | 2. Durchgang | Rang | Gesamtpunkte | Anmerkung |
| ---- | ----------------------- | ------------------ | ------------ | ---- | ------------ | ---- | ------------ | --------- |
| 001  | Aljaksej Hryschyn       | Belarus            | 130,38       | 1    | 121,38       | 5    | 251,76       | Q         |
| 002  | Eric Bergoust           | Vereinigte Staaten | 127,71       | 2    | 116,59       | 11   | 244,30       | Q         |
| 003  | Joe Pack                | Vereinigte Staaten | 124,82       | 3    | 118,44       | 9    | 243,26       | Q         |
| 004  | Steve Omischl           | Kanada             | 115,92       | 8    | 126,38       | 1    | 242,30       | Q         |
| 005  | Dsmitryj Rak            | Belarus            | 115,83       | 9    | 125,04       | 2    | 240,87       | Q         |
| 006  | Andy Capicik            | Kanada             | 118,65       | 7    | 121,04       | 7    | 239,69       | Q         |
| 007  | Jeret Peterson          | Vereinigte Staaten | 119,91       | 5    | 117,48       | 10   | 237,39       | Q         |
| 008  | Aleš Valenta            | Tschechien         | 119,48       | 6    | 115,03       | 12   | 234,51       | Q         |
| 009  | Jeff Bean               | Kanada             | 122,82       | 4    | 107,46       | 15   | 230,28       | Q         |
| 010  | Brian Currutt           | Vereinigte Staaten | 104,08       | 12   | 121,93       | 4    | 226,01       | Q         |
| 011  | Stanislaw Krawtschuk    | Ukraine            | 111,02       | 11   | 114,66       | 13   | 225,68       | Q         |
| 012  | Dsmitryj Daschtschynski | Belarus            | 98,56        | 15   | 121,38       | 6    | 219,94       | Q         |
| 013  | Christian Kaufmann      | Schweiz            | 111,78       | 10   | 103,12       | 16   | 214,90       |           |
| 014  | Wladimir Lebedew        | Russland           | 101,46       | 14   | 112,38       | 14   | 213,84       |           |
| 015  | Dmitri Archipow         | Russland           | 91,89        | 18   | 120,81       | 8    | 212,70       |           |
| 016  | Nicolas Fontaine        | Kanada             | 89,89        | 19   | 122,59       | 3    | 212,48       |           |
| 017  | Miha Gale               | Slowenien          | 96,81        | 16   | 96,39        | 17   | 193,20       |           |
| 018  | Qiu Sen                 | China              | 93,75        | 17   | 93,67        | 18   | 187,42       |           |
| 019  | Ou Xiaotao              | China              | 88,55        | 20   | 86,46        | 19   | 175,01       |           |
| 020  | Taku Nakanishi          | Japan              | 79,89        | 22   | 83,00        | 20   | 162,89       |           |
| 021  | Martin Walti            | Schweiz            | 81,59        | 21   | 78,97        | 21   | 160,56       |           |
| 022  | Enwer Ablajew           | Ukraine            | 102,87       | 13   | 53,97        | 25   | 156,84       |           |
| 023  | Alexander Michailow     | Russland           | 70,98        | 24   | 75,65        | 22   | 146,63       |           |
| 024  | Han Xiaopeng            | China              | 73,71        | 23   | 71,20        | 23   | 144,91       |           |
| 025  | Clyde Getty             | Argentinien        | 60,32        | 25   | 56,70        | 24   | 117,02       |           |

### Finale
| Rang | Athlet                  | Land               | 1. Durchgang | Rang | 2. Durchgang | Rang | Gesamtpunkte |
| ---- | ----------------------- | ------------------ | ------------ | ---- | ------------ | ---- | ------------ |
| 001  | Aleš Valenta            | Tschechien         | 127,04       | 6    | 129,98       | 1    | 257,02       |
| 002  | Joe Pack                | Vereinigte Staaten | 129,49       | 3    | 122,15       | 6    | 251,64       |
| 003  | Aljaksej Hryschyn       | Belarus            | 129,71       | 2    | 121,48       | 8    | 251,19       |
| 004  | Jeff Bean               | Kanada             | 128,60       | 4    | 122,37       | 5    | 250,97       |
| 005  | Stanislaw Krawtschuk    | Ukraine            | 125,49       | 7    | 120,81       | 10   | 246,30       |
| 006  | Brian Currutt           | Vereinigte Staaten | 123,93       | 8    | 121,26       | 9    | 245,19       |
| 007  | Dsmitryj Daschtschynski | Belarus            | 127,04       | 5    | 117,25       | 11   | 244,29       |
| 008  | Andy Capicik            | Kanada             | 117,18       | 9    | 126,60       | 3    | 243,78       |
| 009  | Jeret Peterson          | Vereinigte Staaten | 112,56       | 10   | 125,49       | 4    | 238,05       |
| 010  | Dsmitryj Rak            | Belarus            | 98,41        | 12   | 127,93       | 2    | 226,34       |
| 011  | Steve Omischl           | Kanada             | 100,34       | 11   | 121,70       | 7    | 222,04       |
| 012  | Eric Bergoust           | Vereinigte Staaten | 130,38       | 1    | 88,11        | 12   | 218,49       |